# Murskosobotska biskupija
Murskosobotska biskupija ili Biskupija Murska Sobota (lat.: Dioecesis Sobotensis; slov.: Škofija Murska Sobota) je biskupija Katolička Crkva u Sloveniji  sa središtem u Murskoj Soboti, a podređena je Mariborskoj nadbiskupiji. 

## Povijest
Biskupija je osnovana 7. travnja 2006. godine izdvajanjem iz Mariborske nadbiskupije.

## Vanjske poveznice
|  | Zajednički poslužitelj ima još gradiva o temi Murskosobotska biskupija |

- Službena stranica
- GCatholic.org
- Catolic Hierarchy